# 滋賀県の重要文化財一覧
滋賀県の重要文化財一覧（しがけんのじゅうようぶんかざい いちらん）
本項は、日本国の文化財保護法に基づき同国の文部科学大臣が指定した重要文化財（美術工芸品）の一覧である。本項には滋賀県所在分を収録する。

## 凡例

### 収録対象
- 本一覧の収録対象は、日本の文化財保護法第27条第1項に基づき文部科学大臣が指定した重要文化財のうち、「美術工芸品」に分類されるものである。重要文化財のうち「建造物」については、本一覧には収録していない。
- 当地域にある重要文化財建造物については、別項「滋賀県にある建造物の重要文化財一覧」を参照。
- ○印を付した物件は国宝である。なお、文化財保護法の規定では、国宝は重要文化財指定物件のうちから指定することとされている（同法第27条第2項）。
- 3件以上の重要文化財を有する社寺、博物館等で、ウィキペディア日本語版に記事があり、かつ、記事中に当該社寺、博物館等所有の文化財一覧が含まれている場合は、記事へのリンクのみを掲載した。これに該当する社寺、博物館等については、「一覧 (1)」に収録した。
- 所有者の住所と文化財の保管場所とは必ずしも同一とは限らない。また、社寺、個人等所有の国宝・重要文化財については、国立・県立の博物館等に寄託されているものが多い。
- 文化庁の調査により「所在不明」とされている重要文化財については、「（所在不明）」と記し、旧所在地の都道府県の欄に収録した。[1]

### 典拠
- 2000年までの指定物件については文化庁編『国宝・重要文化財総合目録』（第一法規、1980）および『国宝・重要文化財大全 別巻』（所有者別総合目録・名称総索引・統計資料）（毎日新聞社、2000）を典拠とし、それ以降の新規指定、名称変更等については官報告示による。なお、所有者・所在場所の変更については、移動先の地方公共団体の文化財一覧、博物館の公式サイト等によって確認できる場合には、それを反映している。
- 個人所有物件については、原則的には『国宝・重要文化財大全 別巻』（所有者別総合目録・名称総索引・統計資料）に基づき、該当する都道府県の欄の最後に記載した。ただし、県境を越えての移動、個人から博物館等への所蔵先変更が、移動先の地方公共団体の文化財一覧、博物館の公式サイト等によって確認できる場合には、それを反映している。

### 備考
- 本一覧に収録されている寺院のなかには、事実上廃寺となっていて、重要文化財の仏像等は他所で保管されているケースもある。本一覧では、所有者変更が公式資料で検証可能な場合を除き、所有者名・住所は従前のもの（『国宝・重要文化財大全 別巻』（毎日新聞社、2000）に基づく）を記載している。
- 滋賀県所在の重要文化財の仏像には、所有者名義は寺院になっているが、実際は当該寺院から離れた仏堂（境外仏堂）に安置され、地区住民によって維持管理されている例が多い。近江地方では、中世末期の戦乱によって寺院が廃絶し、かつてそこに安置されていた仏像のみが救い出され、「観音堂」「薬師堂」等と称する小堂に祀られて、村人によって護持されてきた例が多かった。このような仏像については、多くの場合、当該仏堂の近隣に所在する寺院が書類上の所有者となっている。[2]

## 滋賀県

### 一覧 (1)
3件以上の重要文化財を有する社寺、博物館等で、ウィキペディア日本語版に記事があり、かつ、記事中に当該社寺、博物館等所有の文化財一覧が含まれているものについては、本欄に記載する。
以下の社寺、博物館等が所蔵する重要文化財については、リンク先の当該社寺、博物館等の項目を参照のこと。
芦浦観音寺、石馬寺、石山寺、永源寺、延暦寺、近江神宮、大嶋神社奥津嶋神社、小槻大社、園城寺、木之本地蔵院（浄信寺）、鶏足寺、金剛輪寺、金勝寺、西教寺、西明寺、石道寺、舎那院、浄厳院、聖衆来迎寺、常楽寺、善水寺、長寿寺、長命寺、飯道寺、彦根城博物館、日牟禮八幡宮、百済寺、宝厳寺、MIHO MUSEUM（神慈秀明会、秀明文化財団）、明王院、櫟野寺
以下の寺院（延暦寺の里坊）については、延暦寺の項を参照
恵光院、恵日院、求法寺、玉蓮院、弘法寺、実蔵坊、寿量院、乗実院、大林院、妙行院、明徳院
（以上の各寺院の住所は大津市坂本。各寺院について、宗教法人延暦寺が文化財保護法に規定する管理団体に指定されている。）

### 一覧 (2)
一覧 (1) に記載した以外の社寺等所有の文化財については以下に記載する。
滋賀県
- 紙本著色近江名所図 六曲一双（滋賀県立近代美術館保管）
- 袈裟襷文銅鐸2口・突線袈裟襷文銅鐸7口・流水文銅鐸1口　滋賀県野洲町小篠原大岩山出土（滋賀県立安土城考古博物館保管）
- 近江新開古墳出土品（滋賀県立安土城考古博物館保管）
- 滋賀県雪野山古墳出土品（東近江市埋蔵文化財センター保管）
- 滋賀県西河原遺跡群出土木簡64点（滋賀県立安土城考古博物館保管）
- 東寺文書（107通）7巻、3冊、94通（滋賀県立琵琶湖博物館保管）

大津市（大津市歴史博物館保管）
- 鴟尾4箇 滋賀県山ノ神4号窯跡出土
- 大津百艘船関係資料

地主神社 大津市葛川坊村町
- 木造国常立尊坐像
- 木造男神坐像（五）・女神坐像（一）・僧形坐像（一）7躯

慈眼庵 大津市伊香立北在地町　
- 木造仏像（寺伝聖観音立像）

新知恩院 大津市伊香立下在地町
- 絹本著色阿弥陀二十五菩薩来迎図
- 絹本著色六道絵 6幅

西勝寺 大津市真野谷口町
- 木造阿弥陀如来立像 建仁三年作（附:像内納入品）

満月寺 大津市本堅田
- 木造聖観音坐像

真迎寺 大津市仰木　
- 木造地蔵菩薩立像（飛地地蔵堂所在）

専念寺 大津市仰木
- 木造薬師如来坐像

東光寺 大津市仰木
- 木造千手観音立像（下仰木観音堂所在）

福領寺 大津市雄琴
- 木造阿弥陀如来坐像

 日吉大社  大津市坂本　
- 日吉山王金銅装神輿 7基

盛安寺 大津市坂本
- 木造十一面観音立像

宝光寺 大津市坂本
- 木造阿弥陀如来立像

金台院 大津市坂本
- 絹本著色天台三祖師像[3][4]

安楽律院 大津市坂本本町 
- 絹本著色弥陀三尊二十五菩薩来迎図
- 絹本著色千手観音像

真光寺 大津市下阪本
- 木造地蔵菩薩半跏像
- 銅造観音菩薩立像

木下美術館 大津市比叡平
- 京都府法住寺殿跡出土品

大練寺 大津市三井寺町
- 絹本著色十六羅漢像 12幅

 関蝉丸神社  大津市逢坂　
- 石燈籠

安養寺 大津市逢坂
- 木造阿弥陀如来坐像

乗念寺 大津市京町
- 木造聖観音立像

九品寺 大津市京町
- 木造観音菩薩立像

上京町月宮会 大津市京町
- 四宮祭月宮殿山飾毛綴

太間町竜門会 大津市中央
- 四宮祭鯉山飾毛綴

石坐神社 大津市西の庄
- 木造天命開別命坐像
- 木造伊賀采女宅子媛坐像
- 木造弘文天皇坐像
- 木造彦坐王坐像

平野神社 大津市松本
- 木造猿田彦命坐像
- 難波家蹴鞠関係資料

清徳院 大津市膳所
- 木造阿弥陀如来坐像

建部大社 大津市神領
- 木造女神坐像（附 小女神坐像2躯）
- 石燈篭 文永七年銘

円福院 大津市富士見台
- 木造釈迦如来坐像

正法寺 大津市石山内畑町
- 木造地蔵菩薩立像
- 木造不動明王二童子立像

若松神社 大津市大江
- 木造獅子狛犬

若王寺 大津市大石中
- 木造仏像（寺伝弥勒菩薩立像）

法楽寺 大津市大石東
- 木造薬師如来坐像

正願寺 大津市大石竜門
- 木造地蔵菩薩坐像

常信寺 大津市大石富川町
- 木造釈迦如来及両脇侍像

安楽寺 大津市枝
- 木造薬師如来坐像

正法寺 大津市黒津
- 木造帝釈天立像

西岸寺 大津市和邇中
- 木造阿弥陀如来立像

天満神社 大津市北比良
- 木造天王立像

宝光寺 草津市北大萱町
- 木造薬師如来立像

西遊寺 草津市木川町　
- 木造薬師如来坐像（木川薬師堂所在）
- 木造毘沙門天立像（木川薬師堂所在）

常善寺 草津市草津
- 木造阿弥陀如来及両脇侍像

蓮海寺 草津市志那町
- 木造地蔵菩薩立像

 三大神社  草津市志那町　
- 石燈籠 正応四年銘

常教寺 草津市下寺町
- 木造聖観音立像

光伝寺 草津市矢倉
- 木造阿弥陀如来坐像

敬恩寺 栗東市荒張
- 木造阿弥陀如来立像

金胎寺 栗東市荒張
- 木造阿弥陀如来及両脇侍像 中尊永治二年銘
- 木造四天王立像 康治元年（持国天）・永治元年（増長天）銘

正徳寺 栗東市荒張
- 木造阿弥陀如来立像

安養寺 栗東市安養寺
- 木造薬師如来坐像

浄光寺 栗東市下鈎
- 木造阿弥陀如来立像

蓮台寺 栗東市下鈎（管理団体：延暦寺）
- 木造阿弥陀如来及両脇侍像（延暦寺保管）

新善光寺 栗東市林
- 木造阿弥陀如来立像

大宝神社 栗東市綣
- 木造狛犬 一対

善勝寺 栗東市御園
- 木造薬師如来坐像（栗東市東坂 阿弥陀寺所在）
- 木造千手観音立像（栗東市東坂 阿弥陀寺所在）

福正寺 栗東市六地蔵
- 木造地蔵菩薩立像

 小槻大社  栗東市下戸山
- 木造男神坐像（伝落別命）・木造男神坐像（伝大己貴命）

安楽寺 守山市勝部
- 木造千手観音立像

福林寺 守山市木浜町
- 木造十一面観音立像

小津神社 守山市杉江町
- 木造宇迦乃御魂命坐像

東福寺 守山市立入町
- 木造薬師如来坐像

蓮生寺 守山市三宅町
- 木造仏頭（飛地薬師堂所在）

東門院 守山市守山
- 木造不動明王及二童子像

真光寺 守山市矢島町
- 木造聖観音坐像（普門院観音堂所在）

 佐川美術館  守山市水保町北川（所有者：京都市南区上鳥羽角田町 佐川急便）　
- ○梵鐘

野洲市
- 滋賀県西河原遺跡群出土木簡31点（野洲市歴史民俗博物館保管）

岩蔵寺 野洲市大篠原
- 木造薬師如来立像

円光寺 野洲市久野部
- 木造阿弥陀如来坐像

真福寺 野洲市小篠原
- 木造地蔵菩薩立像

来迎寺 野洲市小南
- 木造聖観音立像

常念寺 野洲市永原
- 木造阿弥陀如来立像

聖応寺 野洲市南桜
- 木造阿弥陀如来坐像

報恩寺 野洲市南桜
- 銅造観音菩薩立像

安楽寺 野洲市市三宅
- 木造阿弥陀如来坐像
- 木造聖観音立像

 御上神社  野洲市三上　
- 木造狛犬 一対

宗泉寺 野洲市妙光寺
- 木造薬師如来坐像
- 木造毘沙門天立像
- 木造不動明王及二童子立像

観音寺 野洲市永原
- 芦浦観音寺の項を参照。

仏法寺 野洲市井口
- 木造聖観音立像

仏性寺 野洲市乙窪
- 木造阿弥陀如来坐像

西徳院 野洲市須原
- 木造薬師如来坐像

蓮乗寺 野洲市比江
- 木造毘沙門天立像

西得寺 野洲市比留田
- 木造薬師如来坐像

蓮長寺 野洲市比留田
- 木造十一面観音立像

法蔵寺 野洲市六条
- 絹本著色如意輪観音像
- 木造毘沙門天立像

 兵主大社  野洲市五条
- 白絹包腹巻 1具（附：鍍銀籠手金具、鍍銀臑当、茜威喉輪、白生絹袷小袖、萌黄地白茶格子生絹袷小袖、緂帯、唐櫃）

正福寺 湖南市正福寺
- 木造大日如来坐像
- 木造十一面観音立像
- 木造十一面観音立像3躯
- 木造薬師如来坐像
- 木造地蔵菩薩半跏像

永照院 湖南市三雲
- 木造十一面観音立像

上乗寺 湖南市三雲
- 木造十一面観音立像

菩提禅寺 湖南市菩提寺
- 木造阿弥陀如来立像

 吉御子神社  湖南市石部西　
- 木造吉彦命坐像（附:木造随身坐像2躯）

阿弥陀寺 甲賀市甲賀町櫟野
- 木造阿弥陀如来坐像
- 木造聖観音立像

大福寺 甲賀市甲賀町岩室
- 木造聖観音立像

常光寺 甲賀市甲賀町大原上田
- 木造十一面観音立像

長福寺（大原中） 甲賀市甲賀町大原中
- 木造阿弥陀如来坐像
- 木造仏頭

大岡寺（隠岐） 甲賀市甲賀町隠岐
- 木造薬師如来坐像（椿神社薬師堂所在）

妙音寺 甲賀市甲賀町小佐治
- 木造聖観音立像

安楽寺 甲賀市甲賀町小佐治
- 木造地蔵菩薩立像（妙音寺保管）

光明寺 甲賀市甲賀町五反田
- 木造十一面観音立像

龍福寺 甲賀市甲賀町滝
- 木造薬師如来坐像

長福寺（田堵野） 甲賀市甲賀町田堵野
- 木造聖観音坐像

大鳥神社 甲賀市甲賀町鳥居野
- 木造神像（社伝素盞嗚尊坐像）

誓光寺 甲賀市信楽町上朝宮
- 木造十一面観音立像・像内納入品

浄顕寺 甲賀市信楽町多羅尾
- 木造聖観音立像

清凉寺 甲賀市土山町青土
- 木造釈迦如来坐像

長松寺 甲賀市土山町黒川
- 木造大日如来坐像

見性庵 甲賀市土山町鮎河
- 大般若経（和銅五年十一月十五日長屋王願経）43帖

太平寺 甲賀市土山町鮎河
- ○大般若経（和銅五年十一月十五日長屋王願経）142帖

常明寺 甲賀市土山町南土山
- ○大般若経（和銅五年十一月十五日長屋王願経）27帖

泉福寺 甲賀市水口町泉
- 木造地蔵菩薩坐像

永昌寺 甲賀市水口町宇川
- 木造地蔵菩薩立像

千光寺 甲賀市水口町嶬峨
- 木造千手観音立像

持宝寺 甲賀市水口町酒人
- 木造如意輪観音坐像

福照寺 甲賀市水口町貴生川
- 木造大日如来坐像

智禅院 甲賀市水口町伴中山
- 木造地蔵菩薩半跏像

願隆寺 甲賀市水口町松尾
- 木造阿弥陀如来坐像
- 木造日光月光菩薩立像

大岡寺（水口町京町） 甲賀市水口町京町
- 木造千手観音立像（所在不明）[5]
- 木造阿弥陀如来立像（所在不明）

水口神社 甲賀市水口町宮ノ前
- 木造女神坐像

西栄寺 甲賀市水口町八田
- 木造阿弥陀如来坐像
- 木造薬師如来坐像

誓蓮寺 甲賀市甲南町上馬杉
- 木造薬師如来坐像

福竜寺 甲賀市甲南町下馬杉
- 木造十一面観音立像

伊勢廻寺 甲賀市甲南町野川
- 木造十一面観音及両脇侍立像

浄福寺 甲賀市甲南町深川
- 木造千手観音坐像

嶺南寺 甲賀市甲南町竜法師
- 木造地蔵菩薩坐像

檜尾寺 甲賀市甲南町池田
- 木造千手観音立像

正福寺 甲賀市甲南町杉谷
- 木造十一面観音立像
- 木造釈迦如来坐像

金剛寺 蒲生郡日野町大谷
- 木造聖観音立像

法光寺 蒲生郡日野町北脇
- 木造薬師如来立像

西明寺 蒲生郡日野町西明寺
- 木造十一面観音立像

安楽寺 蒲生郡日野町下駒月
- 木造薬師如来坐像・阿弥陀如来坐像
- 木造増長天立像

光明院 蒲生郡日野町中山
- 木造阿弥陀如来坐像

金剛定寺 蒲生郡日野町中山
- 木造聖観音立像
- 木造不動明王二童子立像

正明寺 蒲生郡日野町松尾
- 木造千手観音及脇侍不動明王毘沙門天立像

長福寺 蒲生郡日野町松尾
- 木造十一面観音立像

 苗村神社 竜王町綾戸　
- 木造不動明王立像

正覚院 蒲生郡竜王町綾戸　
- 木造阿弥陀如来坐像
- 木造地蔵菩薩立像

吉祥寺 蒲生郡竜王町岡屋
- 木造阿弥陀如来坐像

浄満寺 蒲生郡竜王町田中　
- 木造薬師如来坐像

正光寺 蒲生郡竜王町西川
- 木造阿弥陀如来立像

正念寺 蒲生郡竜王町薬師
- 木造天部形立像

鏡神社 蒲生郡竜王町鏡
- 石灯籠 応永廿八年銘（飛地境内西光寺跡所在）

龍王寺 蒲生郡竜王町川守
- 木造十二神将立像
- 梵鐘

近江八幡市
- 安土山下町中掟書 天正五年六月日（附：八幡山下町中掟書）

東光寺 近江八幡市浅小井町
- 木造薬師如来立像

上野神社 近江八幡市安養寺町
- 木造素盞男尊坐像・大巳貴命立像・菅原道真坐像3躯

荘厳寺 近江八幡市安養寺町
- 木造釈迦如来立像
- 木造聖観音像（寺伝山越観音像）
- 木造空也上人立像

小田神社 近江八幡市小田町
- 木造大日如来坐像（近江八幡市十王町大日堂所在）

願福寺 近江八幡市加茂町
- 木造薬師如来坐像

生蓮寺 近江八幡市加茂町
- 木造阿弥陀如来坐像

専称寺 近江八幡市島町
- 木造阿弥陀如来立像

願成就寺 近江八幡市小船木町
- 木造十一面観音立像
- 木造地蔵菩薩立像

西来寺 近江八幡市千僧供町
- 木造阿弥陀如来立像

冷泉寺 近江八幡市千僧供町
- 木造千手観音立像
- 木造薬師如来坐像
- 木造地蔵菩薩立像

円満寺 近江八幡市多賀町
- 木造十一面観音立像

善性寺 近江八幡市田中江町　
- 木造薬師如来坐像（飛地薬師堂所在）

西光寺 近江八幡市中村町
- 木造地蔵菩薩坐像

西願寺 近江八幡市野村町
- 木造阿弥陀如来立像

真光寺 近江八幡市馬淵町
- 木造聖観音立像

福寿寺 近江八幡市馬淵町
- 木造千手観音立像 嘉応二年、仏師僧長順銘（附:像内納入品）

馬見岡神社 近江八幡市馬淵町
- 木造天津日子根命坐像・天戸間見命坐像2躯
- 木造女神坐像（四）・僧形神坐像（二）6躯

宝珠寺 近江八幡市円山町
- 木造毘沙門天立像

光照寺 近江八幡市森尻町　
- 木造薬師如来坐像

伊崎寺 近江八幡市白王町
- 木造不動明王坐像（附:木造二童子立像）

 捴見寺  近江八幡市安土町下豊浦
- 木造金剛力士立像 2躯
- 鉄鐔 永楽銭据文銀象嵌 伝織田信長所用

石部神社 近江八幡市安土町下豊浦
- 厨子入木造薬師如来坐像 厨子明徳二年銘

会勝寺 近江八幡市安土町下豊浦　
- 木造千手観音立像

東南寺 近江八幡市安土町下豊浦
- 木造地蔵菩薩立像

善徳寺 近江八幡市安土町常楽寺
- 梵鐘

 桑実寺  近江八幡市安土町桑実寺　
- 紙本著色桑実寺縁起絵巻 2巻

慈眼寺 東近江市瓜生津町　
- 銅造聖観音立像

興福寺 東近江市五智町
- 木造大日如来坐像
- 木造聖観音立像

生蓮寺 東近江市八日市清水
- 木造地蔵菩薩立像

光明寺 東近江市下羽田町
- 木造薬師如来坐像
- 木造大黒天立像

 今堀日吉神社  東近江市今堀町　
- 今堀日吉神社文書（947通）66冊

瓦屋寺 東近江市建部瓦屋寺町
- 木造千手観音立像

長楽寺 東近江市平田町
- 木造薬師如来坐像

 梵釈寺  東近江市蒲生岡本町
- 木造観音菩薩坐像

高木神社 東近江市蒲生岡本町
- 石灯籠 正和□年銘

竹田神社 東近江市鋳物師町
- 木造男神坐像 2躯

法雲寺 東近江市上麻生町
- 木造帝釈天立像

誓安寺 東近江市合戸町
- 木造阿弥陀如来坐像

 河桁御河邊神社  東近江市神田町　
- 石燈籠 延慶二二年（四年）銘

慈恩寺 東近江市五個荘清水鼻町
- 木造十一面観音立像

善明寺 東近江市横溝町
- 木造阿弥陀如来坐像
- 木造阿弥陀如来坐像 快俊作、長承二年銘

八幡神社 東近江市政所町
- 能装束 紅地花唐草入菱繋文唐織（附:白地草花色紙散文縫箔肩裾）

退蔵寺 東近江市青野町
- 寂室元光墨蹟 越谿字号幷説 貞治五年 2幅

彦根市
- 彦根城博物館保管分については同博物館の項を参照。

来迎寺 彦根市本町
- 木造阿弥陀如来坐像

圓常寺 彦根市城町
- 木造阿弥陀如来立像 快慶作

少林寺 彦根市笹尾町
- 木造観音菩薩立像

高宮寺 彦根市高宮町
- 木造伝切阿坐像 嘉暦二年仙賢作

観道寺 彦根市本庄町
- 木造日光菩薩・月光菩薩立像

常照庵 愛知郡愛荘町松尾寺
- 金剛輪寺の項を参照

明寿院 愛知郡愛荘町松尾寺
- 金剛輪寺の項を参照

仏心寺 愛知郡愛荘町岩倉
- 木造聖観音立像・木造地蔵菩薩立像（附：銅造菩薩立像）

 多賀大社  犬上郡多賀町多賀　
- 紙本金地著色調馬・厩馬図 六曲屏風

真如寺 犬上郡多賀町多賀
- 木造阿弥陀如来坐像

胡宮神社 犬上郡多賀町敏満寺
- 銅製五輪塔 建久九年銘

勝楽寺 犬上郡甲良町正楽寺
- 絹本著色佐々木高氏像
- 木造大日如来坐像

真広寺 米原市上多良
- 木造薬師如来坐像（上多良薬師堂所在）

 松尾寺  米原市上丹生　
- 鰐口 弘安六年銘

成菩提院 米原市柏原	
- 絹本著色浄土曼荼羅図
- 絹本著色聖徳太子像
- 絹本著色不動明王二童子像
- 金銅雲形孔雀文磬

 観音寺  米原市朝日
- 木造伝教大師坐像

蓮華寺 米原市番場
- 陸波羅南北過去帳
- 梵鐘 弘安七年銘

鳳凰山組 長浜市元浜町
- 長浜祭鳳凰山飾毛綴

翁山組 長浜市元浜町
- 長浜祭翁山飾毛綴

 知善院  長浜市元浜町　
- 木造十一面観音坐像

神照寺 長浜市新庄寺町
- 木造半肉彫千手観音立像
- 木造毘沙門天立像
- ○金銀鍍透彫華籠 16枚
- 金銅透彫華鬘 11枚

多田幸寺 長浜市田村町
- 木造薬師如来坐像

総持寺 長浜市宮司町
- 絹本著色愛染明王像
- 木造聖観音立像

舎那院 長浜市宮前町
- 絹本著色三月経曼荼羅図
- 木造愛染明王坐像
- 木造阿弥陀如来坐像

知善院 長浜市元浜町
- 木造十一面観音坐像

 新善光寺  長浜市西上坂町
- 木造地蔵菩薩半跏像

珀清寺 長浜市瓜生町
- 木造薬師如来坐像

光信寺 長浜市太田町
- 木造大日如来坐像

大田寺 長浜市木尾町
- 木造薬師如来坐像

醍醐寺 長浜市醍醐町
- 木造毘沙門天立像

来現寺 長浜市弓削町
- 木造聖観音立像

千手院 長浜市川道町
- 木造千手観音立像
- 木造千手観音立像

飯開神社 長浜市湖北町延勝寺
- 髹漆神輿 応永十一年銘

小谷寺 長浜市湖北町伊部
- 孔雀文磬 弘長三年銘

白鬚神社 長浜市湖北町今西
- 木造狛犬 一対

玉泉寺 長浜市三川
- 木造慈恵大師坐像

向源寺 長浜市高月町渡岸寺（渡岸寺観音堂所在）
- ○木造十一面観音立像
- 木造大日如来坐像

日吉神社 長浜市高月町井口
- 銅鐘 寛喜三年銘

日吉神社 長浜市高月町唐川
- 木造千手観音立像（赤後寺観音堂所在）
- 木造菩薩立像（赤後寺観音堂所在）

芳洲会 長浜市高月町雨森
- 雨森芳洲関係資料

白山神社 長浜市高月町尾山
- 木造釈迦如来坐像（尾山釈迦堂所在）

高野神社 長浜市高月町高野
- 木造伝教大師坐像

充満寺 長浜市高月町西野
- 木造伝薬師如来立像（西野薬師観音堂所在）
- 木造十一面観音立像（西野薬師観音堂所在）

医王寺 長浜市木之本町大見
- 木造十一面観音立像

大見神社 長浜市木之本町大見
- 木造素盞嗚命坐像
- 木造女神坐像2躯

佐波加刀神社 長浜市木之本町川合
- 木造日子坐王坐像・大俣王坐像・小俣王坐像・志夫美宿祢王坐像・沙本毘古王坐像・袁邪本王坐像・佐波遅比売命坐像・室毘古坐像 8躯

観音寺 長浜市木之本町黒田
- 木造伝千手観音立像

源昌寺 長浜市余呉町上丹生
- 木造薬師如来立像 建保三年銘（上丹生薬師堂所在）

洞寿院 長浜市余呉町菅並
- 木造観音菩薩立像 建保四年銘（東林寺観音堂所在）

菅山寺 長浜市余呉町坂口
- 銅鐘 建治三年銘

善隆寺 長浜市西浅井町山門
- 木造仏頭
- 木造十一面観音立像

阿弥陀寺 長浜市西浅井町菅浦
- 木造阿弥陀如来立像 行快作

 須賀神社  長浜市西浅井町菅浦　
- ○菅浦文書（65冊）・菅浦与大浦下庄堺絵図（1幅）

長谷寺 高島市音羽
- 木造薬師如来坐像

大清寺 高島市武曽横山
- 絹本著色千手観音二十八部衆像

正法寺 高島市安曇川町常磐木
- 絹本著色仏涅槃図

大善寺 高島市新旭町新庄
- 木造大日如来坐像

保福寺 高島市新旭町安井川
- 木造釈迦如来坐像

地福庵 高島市マキノ町浦
- 木造千手観音立像（仲山寺観音堂所在）

宗正寺 高島市マキノ町海津
- 木造十一面観音坐像

天神社 高島市マキノ町海津
- 法華経（開結共） 10巻 正中二年施入奥書

称念寺 高島市マキノ町上開田
- 木造薬師如来立像 源増作、延久六年銘（上開田薬師堂所在）

 興聖寺  高島市朽木岩瀬
- 木造釈迦如来坐像

洞照寺 高島市朽木雲洞谷
- 木造阿弥陀如来坐像

個人
- 紙本墨画鷙鳥図 狩野山楽筆 六曲一双
- 絹本著色一字金輪像

個人
- 河内屋可正関係資料 9点[3][4]

## 関連文献
- 文部省宗教局保存課編・刊行『国宝（宝物類）目録』、1940
- 文化財保護委員会編・刊行『重要文化財目録 美術工芸品』、1952
- 文化財保護委員会編・刊行『指定文化財総合目録 昭和33年版（美術工芸品扁）』、1958
- 文化財保護委員会編・刊行『指定文化財総合目録 昭和43年版（美術工芸品扁）』、1968
- 文化庁編『国宝・重要文化財総合目録（美術工芸品編）』、1980、第一法規
- 文化庁監修『重要文化財』（全31巻別巻2巻）、毎日新聞社、1972-1982
- 文化庁監修『国宝・重要文化財大全』（全12巻別巻1巻）、毎日新聞社、1997-2000